# 出来山 (相撲)
出来山（できやま）は、日本相撲協会の年寄名跡のひとつ。初代・出来山が四股名として名乗っていたもので、その由来は定かではない。
松江市立湖東中学校グランド裏側山道に出来山の碑、あるいは出来山の墓らしきものがあるが、それが何代目のものなのか定かではない。
現在は、15代出来山だった元関脇・出羽の花の野村双一が所有している。
なお、相撲界では八百長のことを「出来山」ともいうが、それと年寄名跡との関係は明らかではない。

## 出来山の代々
- 代目の太字は、部屋持ち親方。

| 代目 | 引退時しこ名   | 最高位 | 現役時の所属部屋       | 襲名期間                                      | 備考                            |
| ---- | -------------- | ------ | ---------------------- | --------------------------------------------- | ------------------------------- |
| 初代 | 出来山岸右衛門 | ---    | ---                    |                                               |                                 |
| 2代  | ?              | ---    | ---                    |                                               |                                 |
| 3代  | 三河屋治右衛門 | ---    | ---                    | 1812年11月-1818年2月                          | 5代雷に名跡変更                 |
| 4代  | 常山倉之助     | ---    | 粂川-雷部屋            | 1822年10月-1830年10月（死去）                 | 二枚鑑札                        |
| 5代  | 常盤戸文吉     | ---    | 出来山-粂川-雷部屋     | 1832年11月-1850年10月（死去）                 | 二枚鑑札                        |
| 6代  | 立川定吉       | ---    | 玉垣部屋               | 1851年11月-1866年11月（死去）                 |                                 |
| 7代  | 大纒長吉       | 関脇   | 玉垣-出来山部屋        | 1882年1月-1889年12月（死去）                  | 二枚鑑札                        |
| 8代  | 大纒千代吉     | 前1    | 出来山-八角-出来山部屋 | 1899年1月-1917年5月（廃業）                   | 二枚鑑札                        |
| 9代  | 紫雲竜吉之助   | 前1    | 高砂-阿武松部屋        | 1917年5月-1940年1月                           | 7代阿武松に名跡変更             |
| 10代 | 武藏山武       | 横綱   | 出羽海部屋             | 1940年1月-1943年1月                           | 7代不知火に名跡変更             |
| 11代 | 藤ノ里栄藏     | 前5    | 湊川-高嶋-出羽海部屋   | 1943年1月-1947年6月（廃業）                   |                                 |
| 12代 | 四海波好一郎   | 前10   | 出羽海部屋             | 1947年6月-1950年9月（廃業）                   |                                 |
| 13代 | 汐ノ海運右エ門 | 大関   | 出羽海部屋             | 1951年5月-1983年2月（停年(定年。以下同)退職） |                                 |
| 14代 | 黒姫山秀男     | 関脇   | 立浪部屋               | 1983年5月-1988年1月                           | 借株 17代北陣に名跡変更         |
| 15代 | 出羽の花義貴   | 関脇   | 出羽海部屋             | 1988年1月-2016年5月（停年退職）               |                                 |
| 15代 | 出羽の花義貴   | 関脇   | 出羽海部屋             | 2016年5月-2021年5月（契約満了）               | 再雇用                          |
| 16代 | 佐田の富士哲博 | 前2    | 中立-境川部屋          | 2021年6月-2023年12月                          | 一時的襲名 18代振分へ名跡変更   |
| 17代 | 寶千山幸勘     | 前14   | 中立-境川部屋          | 2023年12月-2024年5月                          | 一時的襲名 20代立田川へ名跡変更 |
| 18代 | 翔天狼大士     | 前2    | 武蔵川-藤島部屋        | 2025年5月-                                    | 一時的襲名                      |